# Tampere
Tampere (szw. Tammerfors) – miasto w południowo-zachodniej Finlandii leżące na przesmyku między jeziorami Näsijärvi i Pyhäjärvi w regionie Pirkanmaa.
Jeden z największych ośrodków przemysłowych w kraju, przez co bywa nazywane „Manchesterem Finlandii”, port śródlądowy i węzeł kolejowy. Ludność: ponad 220 tys. mieszkańców, aglomeracja – 340 tys. W skład zespołu miejskiego wchodzą: Nokia, Pirkkala, Kangasala i Aito. W mieście znajduje się część koncernu Metso Automation (przemysł papierniczy, mineralny i automatyka przemysłowa). Uniwersytet założony w 1925 r., uniwersytet techniczny w 1972 r. W mieście działał także polski konsulat honorowy (obecnie nieaktywny).

## Geografia
Tampere leży na przesmyku między jeziorami Näsijärvi i Pyhäjärvi w południowo-zachodniej Finlandii na północny zachód od Helsinek. Różnica poziomów jezior wynosi 18 metrów, a zbiorniki połączone są kaskadą Tammerkoski, na której się znajduje siłownia.
Administracyjnie miasto leży w regionie Pirkanmaa.

### Klimat
| Miesiąc                                                  | Sty  | Lut   | Mar  | Kwi  | Maj  | Cze  | Lip  | Sie  | Wrz  | Paź | Lis  | Gru  | Roczna |
| -------------------------------------------------------- | ---- | ----- | ---- | ---- | ---- | ---- | ---- | ---- | ---- | --- | ---- | ---- | ------ |
| Rekordy maksymalnej temperatury [°C]                     | -3.4 | -3.5  | 1.2  | 8.2  | 15.4 | 19.5 | 22.2 | 19.9 | 14.0 | 7.5 | 1.5  | -1.9 | 8,4    |
| Rekordy minimalnej temperatury [°C]                      | -9.7 | -10.6 | -6.6 | -1.3 | 3.8  | 8.6  | 11.7 | 10.4 | 5.9  | 1.9 | -3.0 | -7.6 | 0,3    |
| Opady [mm]                                               | 41   | 29    | 31   | 32   | 41   | 66   | 75   | 72   | 58   | 60  | 51   | 42   | 598    |
| Średnia liczba dni z opadami                             | 22   | 18    | 16   | 12   | 12   | 13   | 15   | 15   | 14   | 17  | 21   | 22   | 197    |
| Źródło: Fiński Instytut Meteorologiczny 21 stycznia 2018 |      |       |      |      |      |      |      |      |      |     |      |      |        |

## Historia

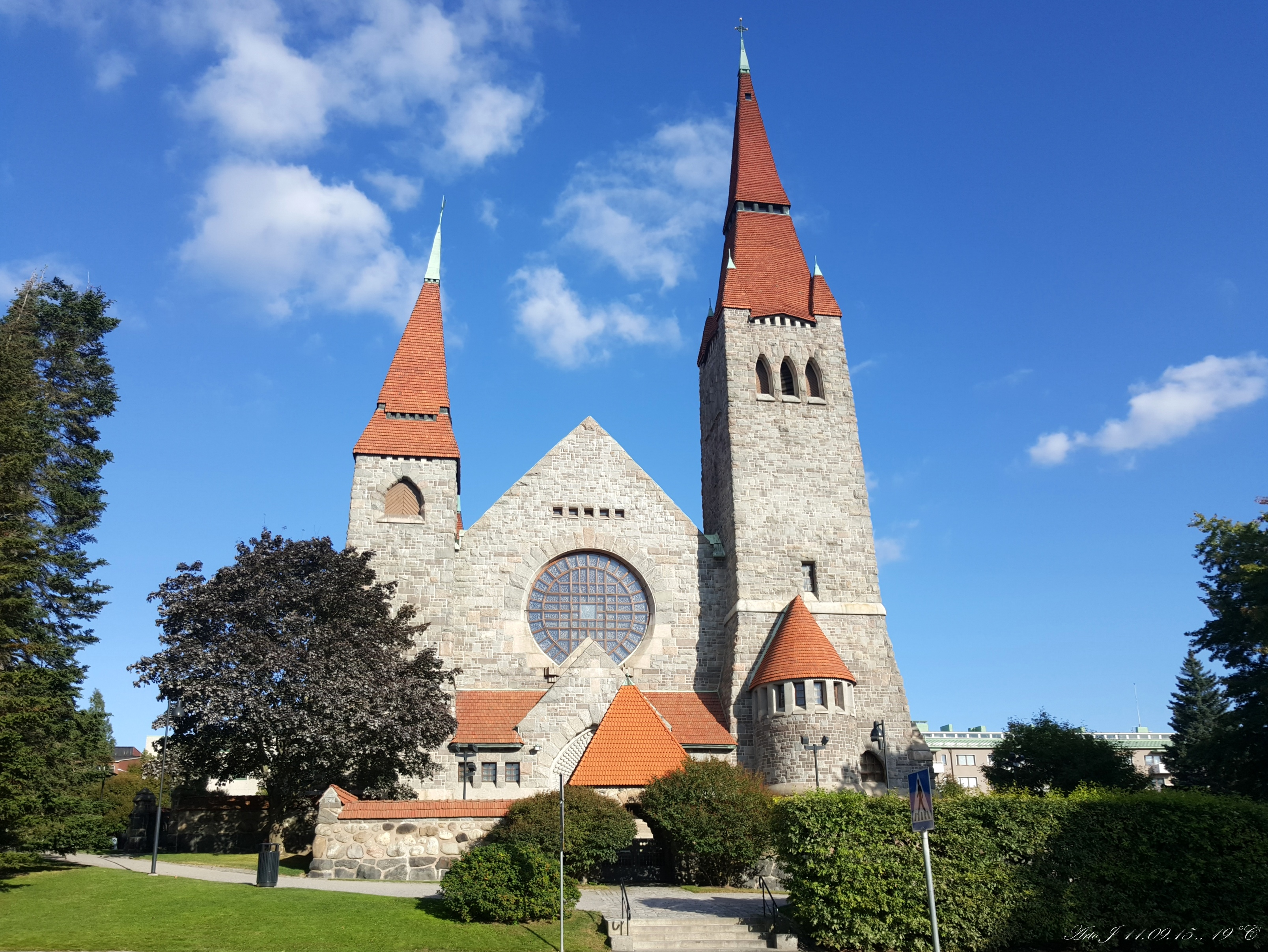
Katedra w Tampere

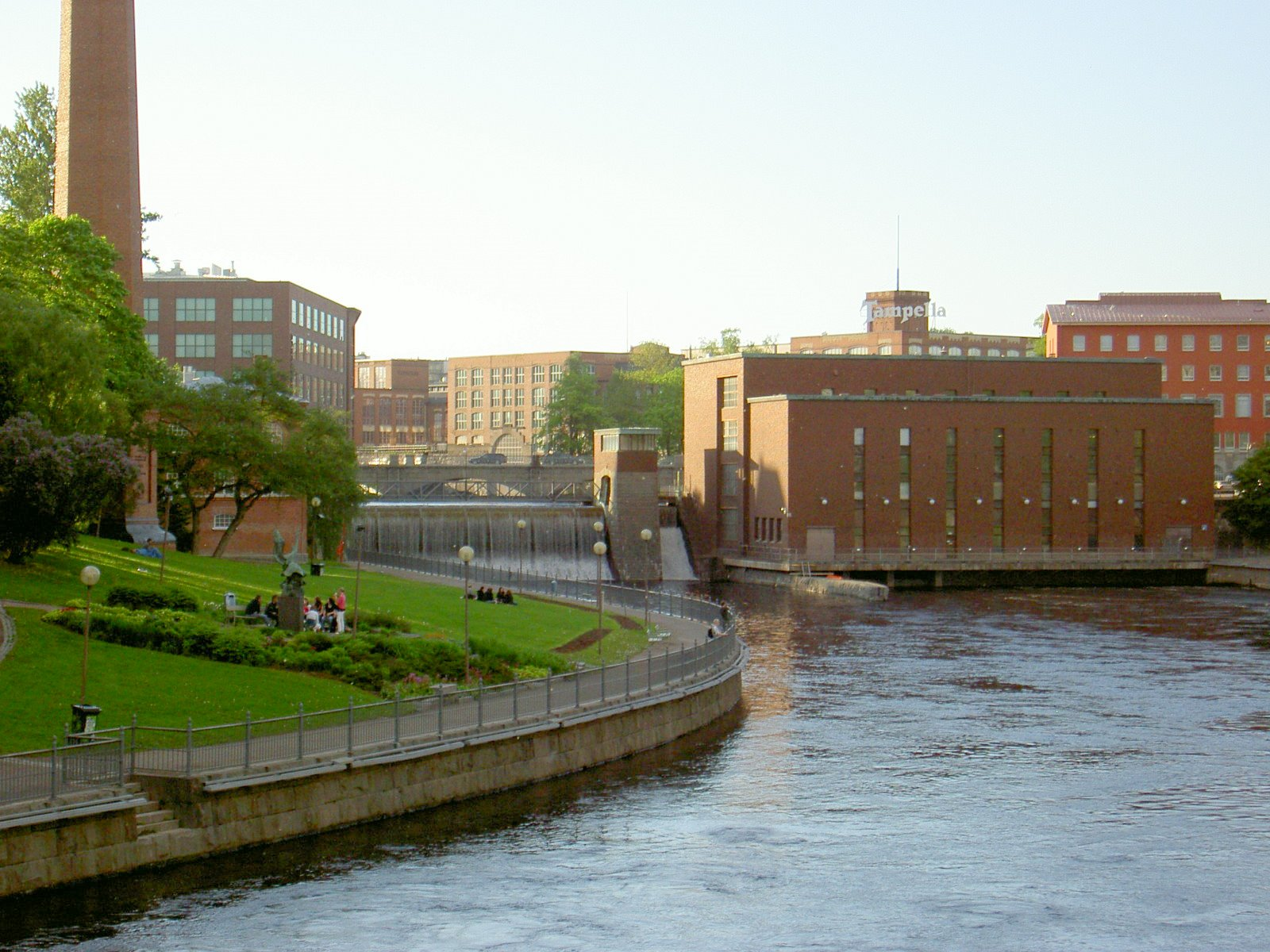
Kaskada między jeziorami w Tampere

Ważny ośrodek handlowy w XIX–XX wieku. Prawa miejskie Tampere otrzymało w 1779 roku od króla Gustawa III. Od tego momentu zaczął rozwijać się tu przemysł, a miasto zaczęło się rozrastać. Szybko pojawiły się pierwsze zakłady przemysłowe i parki. Rozwój przyspieszył po 1821 roku, kiedy car Aleksander I nadał miastu przywilej handlowy – bezcłowego importu surowców i urządzeń. Przywilej ten pozostawał w mocy do 1905 roku i znacznie przyczynił się do rozwoju miasta.  
Do połowy XIX miasto było prężnie rozwijającym się ośrodkiem przemysłowym a także ośrodkiem ruchu robotniczego, przez co nazywane było „czerwonym Tampere”. W 1905 roku w Tampere doszło do pierwszego w historii spotkania Włodzimierza Lenina z Józefem Stalinem podczas konferencji Socjaldemokratycznej Partii Robotniczej Rosji.    
W 1918 roku miasto było ważnym punktem oporu rewolucjonistów fińskich podczas przegranej przez nich wojny domowej – w stoczonej tu bitwie „Czerwoni” zostali pokonani przez „Białych”, a miasto zostało zdobyte przez wojska dowodzone przez Mannerheima. W okresie międzywojennym nie doszło do większych zmian w mieście.
Po II wojnie światowej rozwinął się nowoczesny przemysł i powstało mnóstwo nowoczesnych budynków. W sąsiedniej miejscowości Nokia powstała firma o tej samej nazwie. W latach 60. XX w. miasto opisał John Sykes – amerykański pisarz.
W 1999 roku podpisano tu tzw. Agendę z Tampere. Miasto jest obecnie bardzo znane na świecie, m.in. z festiwali filmowych.
9 sierpnia 2021, po czterech latach budowy, została uruchomiona 14-kilometrowa sieć tramwajowa. Linie 1 i 3 obsługują dwukierunkowe wagony ForCity Smart Artic Tampere produkcji «Škoda Transtech». Planowane jest dostarczenie 20 składów i dalsza rozbudowa systemu.

## Kultura
W Tampere znajduje się wiele parków i starych fabryk. Z Tampere pochodzą zespoły rockowe Bloodpit, Uniklubi, Negative oraz Lovex.

### Zabytki, parki i muzea
- Katedra budowana w latach 1902-1907 w stylu secesji przez architekta Larsa Soncka, słynne freski i malowidła ścienne Hugo Simberga
- Särkänniemi – ośrodek rekreacyjny wraz z lunaparkiem, Muzeum Sztuki im. Sary Hildén oraz wieżą panoramiczną Näsinneula
- Muzeum Sztuki im. Sary Hildén z 1893 roku – muzeum sztuki współczesnej
- Näsinneula, wieża panoramiczna (1971) z obracającą się restauracją, wysokość 168 m.
- Dawne Fabryki Finlaysona w centrum miasta, przy kaskadzie Hämeenkoski, obecnie ośrodek rozrywkowy z muzeami, restauracjami, kinami itp.
- Most Hämeensilta (1928) nad kaskadą Tammerkoski, z rzeźbami Väinö Aaltonena
- Muzeum domków robotniczych Amuri (Amurin työläismuseokortteli) z 1880 roku przedstawiające warunki, w jakich mieszkali robotnicy fabryki Finlaysona aż do lat 70. XX wieku, w dzielnicy Amuri
- Vanha kirkko (Stary Kościół), drewniany kościół luterański z 1825 r. w centrum miasta, przy Keskustori (Rynek Centralny)
- neorenesansowy Ratusz miejski z 1890 roku przy Keskustori (Rynek Centralny)
- Teatr Miejski (Kaupunginteatteri) z 1912 roku
- Biblioteka miejska Metso (Głuszec) z 1986. Widziana z góry kształtem przypomina ptaka. Jedna z największych bibliotek publicznych w Finlandii, wybudowana przez architektów Raili i Reimę Pietilä
- Muzeum Lenina – utworzone w 1946 roku, było pierwszą tego typu placówką otwartą poza granicami ZSRR, a po upadku ZSRR w 1991 roku i zamknięciu Muzeum Lenina w Moskwie, jedyną tego typu placówką na świecie; mieści się w Domu Robotniczym (Tampereen Työväentalo), gdzie w 1905 roku doszło do pierwszego w historii spotkania Włodzimierza Lenina z Józefem Stalinem podczas konferencji Socjaldemokratycznej Partii Robotniczej Rosji[7].
- Muzeum Muminków – muzeum sztuki poświęcone twórczości Tove Jansson (1914–2001), autorki książek o Muminkach[9].
- Park Pyynikki. Założony w drugiej połowy XIX wieku z wieżą widokową, teatrem letnim i cmentarzem.
- Pispala – stara robotnicza dzielnica domków drewnianych na wysokim ozie, na północ od centrum miasta. W Pispali mieszkali i tworzyli m.in. poeci Lauri Viita i Aaro Hellaakoski, piosenkarz Olavi Virta, reżyser Aki Kaurismäki oraz pisarz Hannu Salama. Pispalę opisali w swoich utworach m.in. pisarz F.E. Sillanpää i pisarz Lauri Viita (powieść Moreeni, po polsku Moreny, Wydawnictwo Poznańskie, 1970, przeł. Krzysztof Radziwiłł).
- Fińskie Muzeum Hokeja na Lodzie, w tym Galeria Sławy fińskiego hokeja na lodzie
- Hala Targowa (Kauppahalli) przy głównej ulicy Hämeenkatu
- funkcjonalistyczny dworzec kolejowy (Tampereen rautatieasema) z 1936 r., zaprojektowany przez architektów Eero Seppälä ja Otto Flodina
- Park Hämeenpuisto z 1830 roku
- Park Koskipuisto z 1900 roku
- Park Vilhelm von Nottbeckin puisto z 1770 roku. Najstarszy park w Tampere
- Park Näsinpuisto z 1900 roku
- Park Eteläpuisto z 1915 roku
- Park Sorsapuisto z 1920 roku
- Lasten liikennpuisto z 1956 roku. Jeden w późniejszych parków
- Pyynikin kirkkopuisto z 1785 roku
- Tampere Stadion z połowy XX wieku
- Fabryka Finlaysona z 1907 troku. Zbudowana przez szkockiego przemysłowca.
- Zakład włókienniczy z 1783 roku.
- Zakład tekstylny z ok. 1820 roku
- Prawosławna cerkiew św. Aleksandra Newskiego z 1895 r.
- Kościół Aleksanterin kirkko z 1881 r. w Parku Hämeenpuisto, neogotycki kościół poświęcony carowi Aleksandrowi II, który w Finlandii był bardzo lubiany
- Kościół Kalevan kirkko z 1966 roku w dzielnicy Kaleva, modernistyczny kościół zaprojektowany przez Raili i Reimę Pietilä
- Kościół Viinikan kirkko z pierwszej połowy XIX wieku
- Kościół Harmalan kirkko z początku XX wieku
- Kościół Messukylän kirkko z 1879 roku. kościół neogotycki
- Kościół Hervannan kirkko z początku XX wieku
- Kościół Finlaysonin kirkko z końca XIX wieku
- Kaplica Vasala z ok. 1880 roku
- Cmentarz Vasala z ok. 1850 roku
- Kościół Aitolahden kirkko z ok. 1700 roku. Stary kościół położony w dzielnicy Aito
- Kościół Teiskon kirkko z ok. 1890 roku
- Kościół w Tesomie z 1978 roku
- Kościół w Pispali z 1968 roku

## Sport
- Tampereen Ilves (w skrócie Ilves) – klub hokejowy
- Tappara Tampere (w skrócie Tappara) – klub hokejowy
- Tampere United – klub piłkarski
  - Ratinan stadion – stadion klubu
- FC Ilves Tampere – klub piłkarski
- Tampereen Isku-Volley – klub piłki siatkowej mężczyzn

## Miasta partnerskie
- Braszów, Rumunia
- Chemnitz, Niemcy
- Essen, Niemcy
- Kijów, Ukraina
- Kowno, Litwa
- Kópavogur, Islandia
- León, Nikaragua
- Linz, Austria
- Łódź, Polska
- Miszkolc, Węgry
- Mwanza, Tanzania
- Niżny Nowogród, Rosja
- Norrköping, Szwecja
- Odense, Dania
- Ołomuniec, Czechy
- Syracuse, USA
- Tartu, Estonia
- Trondheim, Norwegia
- Górowo Iławeckie, Polska